# Simulium parargyreatum
Simulium parargyreatum är en tvåvingeart som beskrevs av Rubtsov 1979. Simulium parargyreatum ingår i släktet Simulium och familjen knott. Inga underarter finns listade i Catalogue of Life.